# Burg Andeck
Die Burg Andeck ist die Ruine einer Spornburg auf einem 780,1 m ü. NHN hohen südöstlichen Bergsporn des 820 m ü. NHN hohen Farrenberges bei Talheim, einem Stadtteil von Mössingen im Landkreis Tübingen in Baden-Württemberg.

## Geschichte

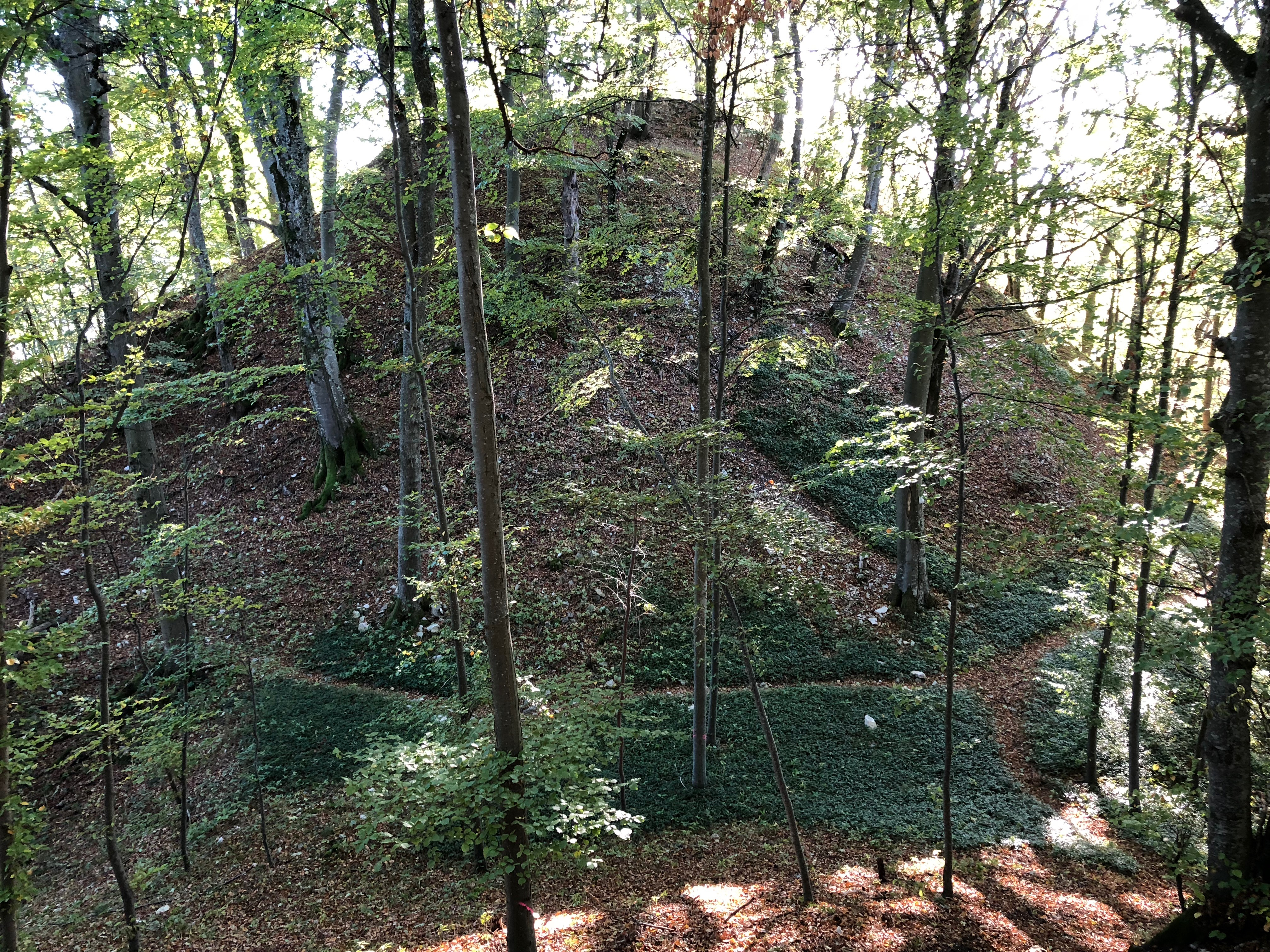
Burgareal über den Halsgraben gesehen

Die Burg wurde erstmals 1282 im Besitz der Herren von Andeck erwähnt und 1624 als Ruine beschrieben. 1402 waren von der mehrgliedrigen Burganlage noch Zisternen, zweistöckige Gebäude und Tore erhalten. Die Hauptburg war von einer inneren, mittleren und äußeren Vorburg durch Gräben getrennt. 1970 wurde die Schildmauer freigelegt, an deren südlicher Seite die Reste eines runden Turms, vermutlich des Bergfrieds, zu sehen sind. Am Fuß des Bergsporns findet alljährlich am Pfingstmontag das Andeckfest der Talheimer Ortsgruppe des Schwäbischen Albvereins statt.